# Methanocorpusculaceae
A Methanocorpusculaceae a Methanomicrobiales rendbe tartozó Archaea család. Az archeák – ősbaktériumok – egysejtű, sejtmag nélküli prokarióta szervezetek.

## Fordítás
- Ez a szócikk részben vagy egészben  a   Methanocorpusculaceae című angol Wikipédia-szócikk fordításán alapul.  Az eredeti cikk szerkesztőit annak laptörténete sorolja fel. Ez a jelzés csupán a megfogalmazás eredetét és a szerzői jogokat jelzi, nem szolgál a cikkben szereplő információk forrásmegjelöléseként.

### Tudományos folyóiratok
- (2005) „The nomenclatural types of the orders Acholeplasmatales, Halanaerobiales, Halobacteriales, Methanobacteriales, Methanococcales, Methanomicrobiales, Planctomycetales, Prochlorales, Sulfolobales, Thermococcales, Thermoproteales and Verrucomicrobiales are the genera Acholeplasma, Halanaerobium, Halobacterium, Methanobacterium, Methanococcus, Methanomicrobium, Planctomyces, Prochloron, Sulfolobus, Thermococcus, Thermoproteus and Verrucomicrobium, respectively. Opinion 79”. Int. J. Syst. Evol. Microbiol. 55 (Pt 1), 517–518. o. DOI:10.1099/ijs.0.63548-0. PMID 15653928.
- Euzeby JP (2001). „Nomenclatural type of orders: corrections necessary according to Rules 15 and 21a of the Bacteriological Code (1990 Revision), and designation of appropriate nomenclatural types of classes and subclasses. Request for an Opinion”. Int. J. Syst. Evol. Microbiol. 51 (Pt 2), 725–727. o. PMID 11321122.
- Rouviere P (1992). „A detailed phylogeny for the Methanomicrobiales”. Syst. Appl. Microbiol. 15 (3), 363–371. o. DOI:10.1016/S0723-2020(11)80209-2. PMID 11540078.
- Zellner G (1989). „Methanocorpusculaceae fam. nov., represented by Methanocorpusculum parvum, Methanocorpusculum sinense spec. nov. and Methanocorpusculum bavaricum spec. nov”. Arch. Microbiol. 151 (5), 381–390. o. DOI:10.1007/BF00416595. PMID 2742452.
- Balch WE (1979). „Methanogens: reevaluation of a unique biological group”. Microbiol. Rev. 43 (2), 260–296. o. PMID 390357. PMC 281474.

### Tudományos adatbázisok
- Methanocorpusculaceae PubMed hivatkozásai
- Methanocorpusculaceae PubMed Central hivatkozásai
- Methanocorpusculaceae Google Scholar hivatkozásai